# Mucho gusto
"Mucho gusto" är en orkestral, instrumental låt skriven av den kanadensisk-amerikanske kompositören Percy Faith. Den finns med på albumet Mucho gusto! More Music of Mexico från 1961. Låten är liksom resten av albumet influerad av mexikansk musik. Den har ett högt, galopperande tempo och ett avancerat arrangemang, där melodin spelas av omväxlande stråkar, blås och slagverk. Låten känns igen på sin användning av visslor och piskor, liksom instrument som är typiska för mexikansk musik, som gitarr, maracas och trumpet.
Mucho gusto är spanska för ’mycket trevligt (att träffas)’ eller ’smaklig måltid’.

## Radiosporten och Bara sport
I Sverige är "Mucho gusto" mest känd som signaturmelodi till radioprogrammet Sportextra. Den har varit det nästan hela tiden sedan startåret 1961. Utifrån den associationen gjorde Galenskaparna och After Shave 1982 en av Claes Eriksson textsatt version med namnet "Bara sport" till revyn Skruven är lös.

### Fotnoter
1. ↑  Paul Zyra (5 april 2008). ”Den okände "Mr Sportextra"”. Sveriges Radio. http://sverigesradio.se/sida/artikel.aspx?programid=179&artikel=1991759. Läst 17 juni 2011.
2. ↑  ”Skruven är lös”. Svensk mediedatabas. 25 februari 1982. http://smdb.kb.se/catalog/id/001882991. Läst 17 juni 2011.